# Jan Maciej Hipolit Szwarce
Jan Maciej Hipolit Szwarce (Schwartz) (ur. 1811 w Warszawie, zm. 4 listopada 1884 tamże) – przedsiębiorca, malarz amator. 

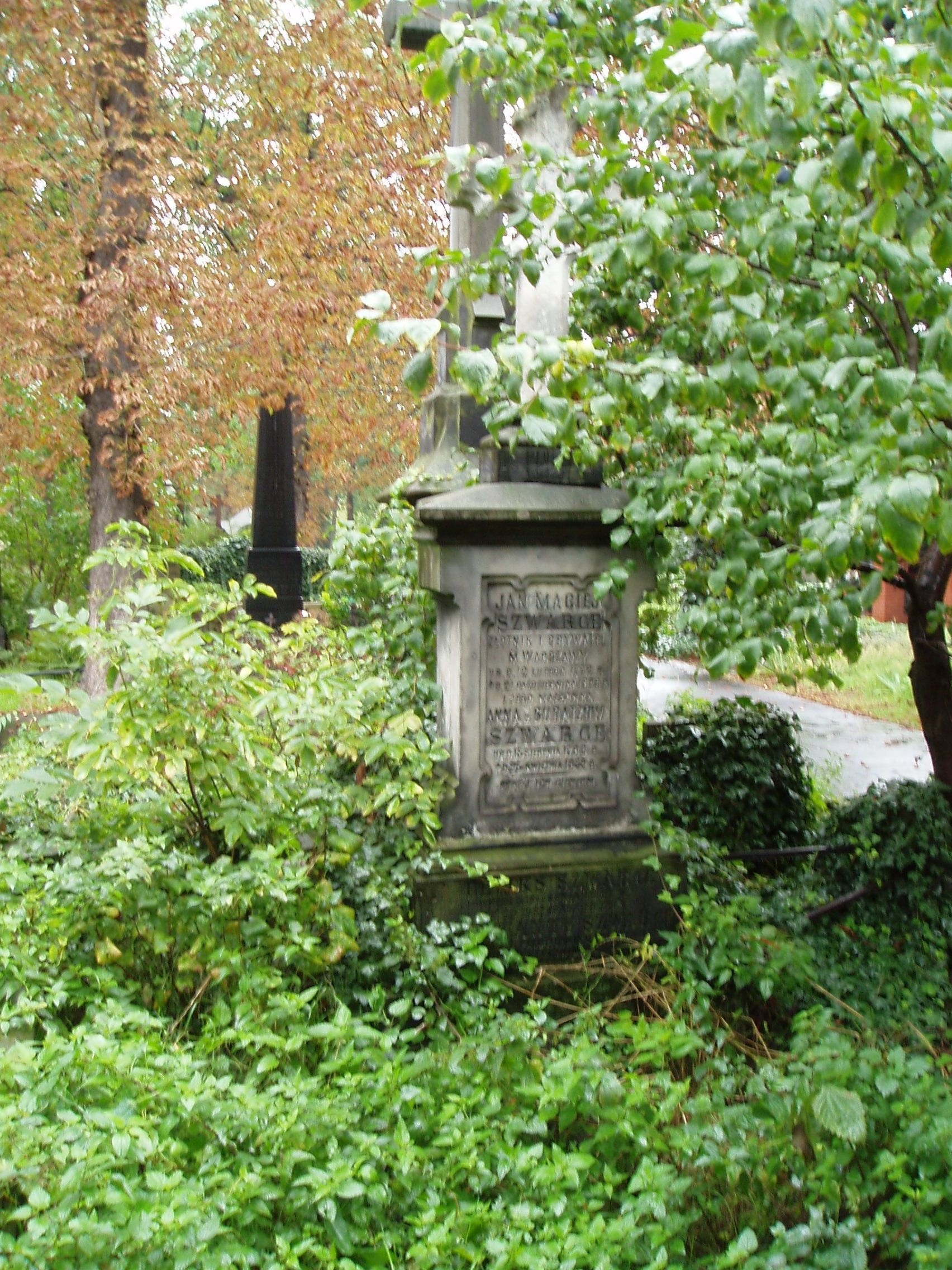
Nagrobek Schwartzów na cmentarzu ewangelickim w Warszawie

## Zarys biografii
Szwarce wywodził się z rodziny pochodzenia niemieckiego i religii luterańskiej, osiadłej od paru pokoleń w Warszawie. Był synem znanego złotnika warszawskiego Jana Macieja i Anny Reginy z domu Gudatz. Około 1829 r. ukończył Liceum Warszawskie i zapisał się do nowo stworzonego Instytutu Politechnicznego, ale przerwał studia po wybuchu powstania listopadowego i wstąpił do artylerii powstańczej. Jako artylerzysta brał udział m.in. w bitwie pod Grochowem. Po klęsce powstania wyemigrował do Francji, gdzie należał do grona założycieli rewolucyjnej organizacji polskiej, Towarzystwa Literacko-Historycznego. Utrzymywał się jako pracownik fabryki papieru w Appopay, dzieląc się swymi skromnymi zarobkami z emigrantami nie posiadającymi żadnych środków do życia. Około roku 1840 wyjechał do Algieru i zajął się handlem, działając jednocześnie jako korespondent różnych czasopism francuskich. Majątek rodziny w Warszawie został w międzyczasie skonfiskowany przez rząd carski.
Do Polski powrócił dopiero w 1857 i objął dyrekcję prywatnej fabryki papieru, która wkrótce jednak ogłosiła plajtę. Gdyby nie współwyznawcy – ewangelicy, Szwarce pozostałby bez możliwości utrzymania: najpierw zatrudnił go Karol Beyer w swym renomowanym zakładzie fotograficznym, gdzie pozostał do sprzedania firmy w roku 1864, później otrzymał posadę w księgarni firmy Gebethner i Wolff, gdzie pozostał do emerytury.
W ostatnich latach życia Szwarce malował akwarele, które cieszyły się dużym uznaniem. W 1883, na czterystolecie urodzin Marcina Lutra, Szwarce podarował warszawskiej parafii ewangelickiej pw. Św. Trójcy obraz przedstawiający dom w Eisleben, w którym urodził się reformator.
Rodziny Szwarce nie założył. Jego bracia Józef Jan (1805–1848), Feliks Jan (1807–1838), Konstanty Edward (1817–1853), wszyscy jak on wychowankowie Liceum Warszawskiego, i siostra Emilia Regina Heurich (1819–1905) działali w ruchach niepodległościowych obu polskich powstań narodowych XIX wieku. Józef Jan był w czasie powstania porucznikiem ułanów, po klęsce Polaków wyemigrował do Francji i założył tam rodzinę, żeniąc się z panną Eckelt, siostrą kolegi szkolnego Jana Eckelta. Jego syn Bronisław Szwarce kontynuował niepodległościowe tradycje rodziny. Emilia Regina była czynną działaczką obozu Czerwonych w czasie Powstania Styczniowego. Feliks Jan służył jak brat w artylerii, odniósł rany w bitwie pod Grochowem, potem do chwili konfiskaty majątku przez władze rosyjskie prowadził rodzinną pracownię złotniczą. Trzynastoletni Konstanty Edward próbował się dostać do Gwardii Honorowej gen. Chłopickiego, później, tak jak kolega szkolny i rówieśnik-trzynastolatek Władysław Bentkowski, walczył jako nieoficjalny ochotnik.
Bracia Szwarce (oprócz Józefa) spoczywają w grobie rodzinnym na cmentarzu ewangelickim w Warszawie (Al. 4 nr 33).